# Kanton Orléans-La Source
Der Kanton Orléans-La Source war von 1982 bis 2015 ein französischer Kanton im Arrondissement Orléans im Département Loiret in der Region Centre-Val de Loire; sein Hauptort war Orléans.
Der Kanton bestand aus einem Teil der Stadt Orléans. Die Bevölkerungszahl von Orléans betrug 2005 insgesamt 113.237 Einwohner, die des Kantons 18.219 Einwohner (Stand 1. Januar 2012). Der Kanton umfasste den Stadtteil Orléans-la-Source auf der linken Seite der Loire.